# Dany Azar
Dany Azar – libański paleoentomolog.
Początkowo studiował na Uniwersytecie Libańskim, gdzie w 1995 roku otrzymał tytuł magistra w dziedzinie fizjologii zwierząt. W 1996 roku otrzymał na Université d’Aix-Marseille III tytuł magistra biologii molekularnej i komórkowej ze specjalizacją w genetyce człowieka. W 1997 roku otrzymał na Université Pierre et Marie Curie w Paryżu tytuł Master of Advanced Studies w zakresie genetyki, historii i mechanizmów ewolucji. Doktoryzował się w 2000 roku na Université Paris-Sud pracą poświęconą bursztynowi libańskiemu. Habilitował się w 2003 roku na Université de Reims Champagne-Ardenne. Od 2003 roku jest profesorem paleoentomologii na Wydziale Nauk Przyrodniczych Uniwersytetu Libańskiego. Przewodzi tam grupie badawczej Advanced Micropalaeontology, Biodiversity and Evolution Researches (AMBER). W latach 2003–2006 pracował w Muzeum Historii Naturalnej w Paryżu, a później został profesorem wizytującym tamtejszego Laboratoire d’Entomologie. W latach 2007–2010 zatrudniony był na Uniwersytecie Amerykańskim w Bejrucie. W 2013 roku pracował jako starszy badacz we francuskim Centre national de la recherche scientifique (CNRS). Jest profesorem wizytującym Nankińskiego Instytutu Geologii i Paleontologii Chińskiej Akademii Nauk.
Azar jest autorem ponad 340 publikacji naukowych, poświęconych głównie paleoentomologii. Współredagował wydaną w 2010 roku książkę Fossil Insects oraz wydaną w 2013 roku Insect Evolution in an Amberiferous and Stone Alphabet. W 2018 roku wraz z Sibelle Maksoud przełożyli na język arabski pozycję Les fossiles du Liban - Mémoire du Temps.
Jest prezydentem Association Paléontologique et Évolutive Libanaise oraz wiceprezydentem World Amber Council. Jest członkiem, a w latach 2013–2019 był prezydentem International Palaeoentomological Society. Jest redaktorem naczelnym czasopisma Palaeoentomology. Ponadto należy do redakcji Annales de la Société Entomologique de France, Polskiego Pisma Entomologicznego, Life Excitment of Biology oraz The Science of Nature (dawne Naturwissenshaften).